# Papulaphis sleesmani
Papulaphis sleesmani är en insektsart som först beskrevs av Pepper 1950.  Papulaphis sleesmani ingår i släktet Papulaphis och familjen långrörsbladlöss. Inga underarter finns listade i Catalogue of Life.